# Ksilokastro-Ewrostina
Gmina Ksilokastro-Ewrostina (gr. Δήμος Ξυλοκάστρου-Ευρωστίνης, Dimos Ksilokastru-Ewrostinis) – gmina w Grecji, w administracji zdecentralizowanej Peloponez, Grecja Zachodnia i Wyspy Jońskie, w regionie Peloponez, w jednostce regionalnej Koryntia. Siedzibą gminy jest Ksilokastro. W 2011 roku liczyła 17 365 mieszkańców. Powstała 1 stycznia 2011 roku w wyniku połączenia dotychczasowych gmin Ewrostina i Ksilokastro.